# Sun Ji
Sun Ji (孫吉T, 孙吉S, Sūn JíP; Shanghai, 15 gennaio 1982) è un ex calciatore cinese, di ruolo difensore.
Anche suo fratello gemello, Xiang, è calciatore.